# Schweizer Leichtathletik-Meisterschaften 2019

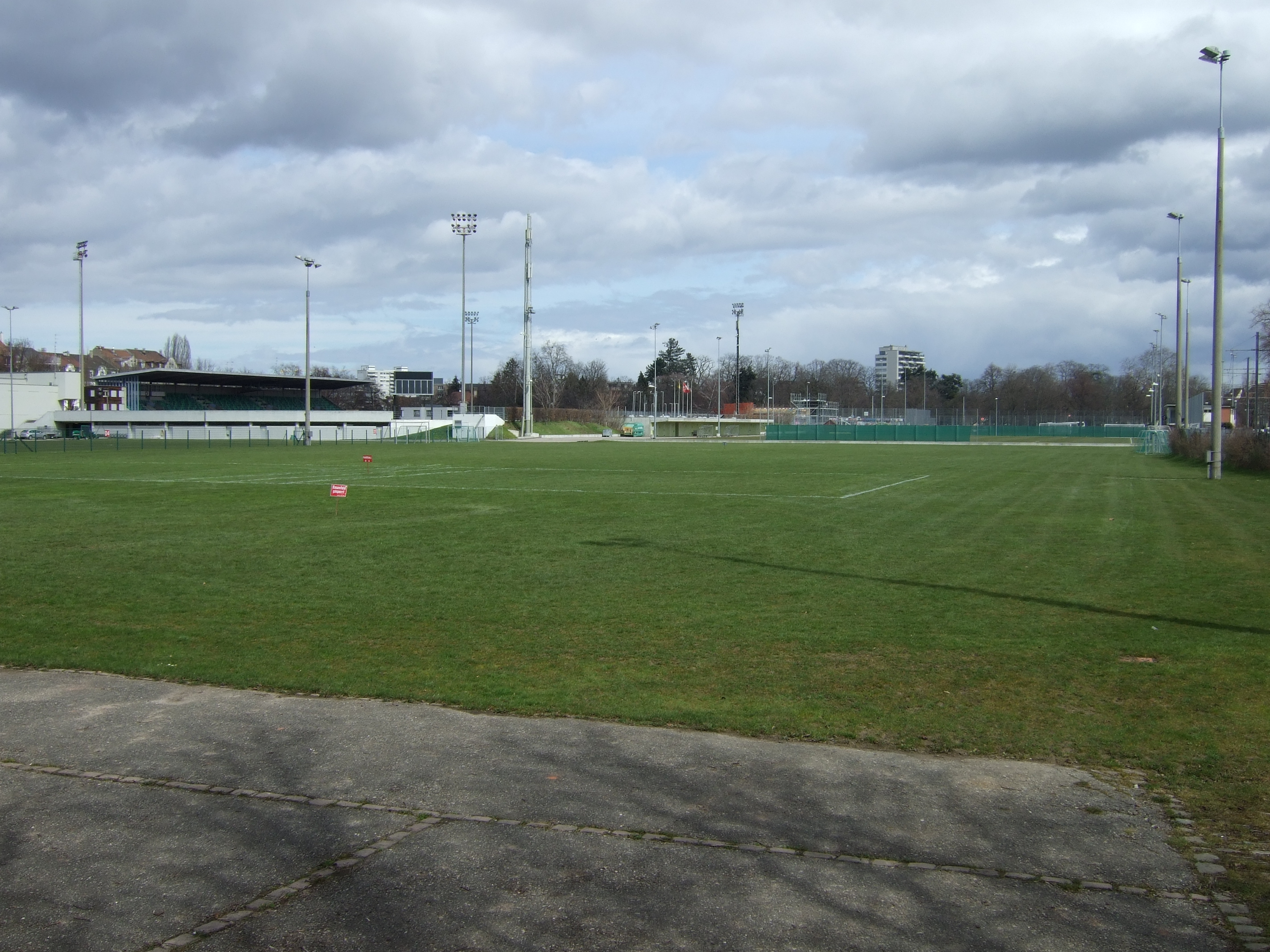
Der Sportplatz Schützenmatte mit dem Stadion im Hintergrund

Die Schweizer Leichtathletik-Meisterschaften 2019 (auch: SM Aktive, SM Elite oder LA Schweizermeisterschaften) (französisch Championnats suisses elites d’athlétisme 2019; italienisch Campionati Svizzeri Attivi 2019) fanden am 23. und 24. August 2019 in Basel im Stadion der Schützenmatte statt. Es waren offene Meisterschaften.

## Ergebnisse
Die Ergebnisse sind die der ausgetragenen Wettkämpfe bei der SM der Aktiven in Basel. Ausgelagerte Disziplinen sind nicht berücksichtigt.

### Frauen

#### 100 m
| Platz | Athletin          | Verein                      | Zeit (s) |
| ----- | ----------------- | --------------------------- | -------- |
| 1     | Mujinga Kambundji | STB Leichtathletik          | 11,00 SB |
| 2     | Lea Sprunger      | COVA Nyon                   | 11,35    |
| 3     | Salomé Kora       | LC Brühl Leichtathletik     | 11,58    |
| 4     | Ajla Del Ponte    | US Ascona atletica          | 11,69    |
| 5     | Géraldine Frey    | LK Zug                      | 11,72    |
| 6     | Riccarda Dietsche | Athleticteam KTV Altstätten | 11,99    |
| 7     | Cynthia Reinle    | TV Unterseen                | 12,06    |
| 8     | Emma Piffaretti   | US Ascona atletica          | 12,11    |

Finale: 23. August, 21:30 Uhr
Wind: −0,2 m/s

#### 200 m
| Platz | Athletin          | Verein                     | Zeit (s) |
| ----- | ----------------- | -------------------------- | -------- |
| 1     | Mujinga Kambundji | STB Leichtathletik         | 22,26    |
| 2     | Sarah Atcho       | Lausanne-Sports Athlétisme | 23,33    |
| 3     | Cornelia Halbheer | LV Winterthur              | 23,47    |
| 4     | Samantha Dagry    | Lausanne-Sports Athlétisme | 24,21    |
| 5     | Silke Lemmens     | LK Zug                     | 24,38    |
| 6     | Charlène Keller   | LC Frauenfeld              | 24,42    |
| 7     | Cynthia Reinle    | TV Unterseen               | 24,71    |
| 8     | Nadja Zurlinden   | LV Langenthal              | 24,72    |

Finale: 24. August, 16:15 Uhr
Wind: +1,2 m/s

#### 400 m
| Platz | Athletin          | Verein                     | Zeit (s) |
| ----- | ----------------- | -------------------------- | -------- |
| 1     | Fanette Humair    | FSG Bassecourt             | 53,40 PB |
| 2     | Agne Serksniené   | Leichtathletik Club Zürich | 53,46    |
| 3     | Aauri Bokesa      | LC Brühl Leichtathletik    | 53,49    |
| 4     | Rachel Pellaud    | FSG Bassecourt             | 53,88 PB |
| 5     | Veronica Vancardo | TSV Düdingen               | 54,39    |
| 6     | Giulia Senn       | LV Wettingen-Baden         | 54,69    |
| 7     | Lore Hoffmann     | ATHLE.ch                   | 55,07    |
| 8     | Simone Lalor      | LAS Old Boys Basel         | 55,17 PB |

Finale: 24. August, 14:55 Uhr

#### 800 m
| Platz | Athletin                | Verein                   | Zeit (min) |
| ----- | ----------------------- | ------------------------ | ---------- |
| 1     | Lea Ammann              | TV Thalwil               | 2:07,79    |
| 2     | Chiara Scherrer         | TG Hütten                | 2:07,89 PB |
| 3     | Antje Pfüller           | LC Fortuna Oberbaselbiet | 2:07,99 PB |
| 4     | Sina Sprecher           | TV Länggasse Bern        | 2:08,15    |
| 5     | Lilly Nägeli            | LC Uster                 | 2:09,62    |
| 6     | Sabine Bonvin           | CA Sion                  | 2:10,27    |
| 7     | Lieke Wehrung           | TV Cham 1884             | 2:11,76 PB |
| 8     | Natacha Séverine Savioz | SG St-Maurice            | 2:14,04    |

Finale: 24. August, 16:50 Uhr

#### 1500 m
| Platz | Athletin         | Verein                | Zeit (min) |
| ----- | ---------------- | --------------------- | ---------- |
| 1     | Delia Sclabas    | Gerbersport           | 4:23,60    |
| 2     | Chiara Scherrer  | TG Hütten             | 4:26,89    |
| 3     | Selina Fehler    | LC Regensdorf         | 4:28,72    |
| 4     | Joceline Wind    | Biel/Bienne Athletics | 4:30,66    |
| 5     | Delia Scherrer   | KTV Bütschwil         | 4:32,43    |
| 6     | Stefanie Barmet  | GWP Track Team        | 4:33,34    |
| 7     | Ravenna Gassmann | LC Regensdorf         | 4:33,39    |
| 8     | Melina Andorra   | Stade Genève          | 4:35,06    |
| 9     | Emma Lucchina    | VIGOR Ligornetto      | 4:36,03 PB |
| 10    | Alina Sönning    | LV Albis              | 4:36,07 PB |
| 11    | Selina Ummel     | BTV Aarau Athletics   | 4:37,27    |
| 12    | Shirley Lang     | LC Therwil            | 4:40,68    |

Finale: 24. August, 15:10 Uhr

#### 5000 m
| Platz | Athletin            | Verein                   | Zeit (min)  |
| ----- | ------------------- | ------------------------ | ----------- |
| 1     | Nicole Egger        | LV Langenthal            | 16:28,85    |
| 2     | Rea Iseli           | Biel/Bienne Athletics    | 16:33,80 PB |
| 3     | Priska Auf der Maur | LC Basel                 | 16:34,94    |
| 4     | Flavia Stutz        | LR Gettnau               | 16:49,24    |
| 5     | Wespe Livia         | STV Eschenbach SG        | 16:51,93 PB |
| 6     | Aude Salord         | LC Uster                 | 16:59,24    |
| 7     | Andrea Meier        | LC Uster                 | 17:09,65    |
| 8     | Fiona Héritier      | CA Broyard               | 17:23,25 PB |
| 9     | Céline Aebi         | LV Langenthal            | 17:25,18 PB |
| 10    | Christine Müller    | LC Scharnachtal          | 17:47,25    |
| 11    | Cléa Formaz         | STV Pfäffikon-Freienbach | 17:58,23    |
| 12    | Rahel Meili         | STB Leichtathletik       | 18:01,27 PB |
| 13    | Sulamith Schilling  | LV Winterthur            | 18:09,31 PB |
| 14    | Romane Wolhauser    | Athlétisme Viseu-Genève  | 18:16,36    |
| 15    | Céline Monnard      | US Yverdon               | 18:18,98    |
| 16    | Nathalie Philipp    | Stade Genève             | 18:33,01    |
| 17    | Anais Röhler        | BTV Aarau Athletics      | 18:48,90    |

Finale: 23. August, 21:05 Uhr

#### 100 m Hürden (84,0 cm)
| Platz | Athletin             | Verein                                 | Zeit (s) |
| ----- | -------------------- | -------------------------------------- | -------- |
| 1     | Noemi Zbären         | SK Langnau                             | 13,28    |
| 2     | Selina von Jackowski | LAS Old Boys Basel                     | 13,37 SB |
| 3     | Kim Flattich         | Leichtathletik Club Zürich             | 13,51    |
| 4     | Julia Schneider      | LAS Old Boys Basel                     | 13,66    |
| 5     | Géraldine Ruckstuhl  | STV Altbüron                           | 13,92    |
| 6     | Kambundji Ditaji     | STB Leichtathletik                     | 13,92 PB |
| 7     | Lena Weiss           | NET Sport Club Leichtathletik Amriswil | 14,10    |
| 8     | Annik Kälin          | AJ TV Landquart                        | 14,14    |

Finale: 24. August, 17:15 Uhr
Wind: +0,6 m/s

#### 400 m Hürden (76,2 cm)
| Platz | Athletin           | Verein                                 | Zeit (s) |
| ----- | ------------------ | -------------------------------------- | -------- |
| 1     | Giger Yasmin       | NET Sport Club Leichtathletik Amriswil | 56,69    |
| 2     | Oksana Aeschbacher | STB Leichtathletik                     | 58,16    |
| 3     | Karin Disch        | LC Regensdorf                          | 59,33    |
| 4     | Annina Fahr        | LC Schaffhausen                        | 59,67 PB |
| 5     | Michelle Müller    | LAS Old Boys Basel                     | 59,82    |
| 6     | Avril Jackson      | LAC TV Unterstrass Zürich              | 61,08    |
| 7     | Ronja Mock         | LR TV Appenzell                        | 61,89    |
| 8     | Leila Vogt         | LAC TV Unterstrass Zürich              | 63,32    |

Finale: 24. August, 16:30 Uhr

#### Hochsprung
| Platz | Athletin            | Verein                     | Höhe (m) |
| ----- | ------------------- | -------------------------- | -------- |
| 1     | Salome Lang         | LAS Old Boys Basel         | 1,83     |
| 2     | Marithé Engondo     | Lausanne-Sports Athlétisme | 1,80     |
| 3     | Carolin Gottschalk  | LC Basel                   | 1,80 SB  |
| 4     | Nadine Odermatt     | Leichtathletik Kerns       | 1,77     |
| 5     | Deborah Vomsattel   | GG Bern                    | 1,74     |
| 6     | Céline Berger       | LZ Thierstein              | 1,71 PB  |
| 7     | Géraldine Ruckstuhl | STV Altbüron               | 1,71     |
| 8     | Lena Bussmann       | STV Willisau               | 1,71 SB  |
| 8     | Pascale Gränicher   | LGKE Küsnacht-Erlenbach    | 1,71 SB  |
| 10    | Mary Agbelese       | LV Wettingen-Baden         | 1,71 PB  |
| 11    | Sarina Ammann       | KTV Oberriet               | 1,71 SB  |
| 12    | Schueler Lisa       | CA Marly                   | 1,68     |

Finale: 24. August, 15:20 Uhr

#### Stabhochsprung
| Platz | Athletin         | Verein                        | Höhe (m) |
| ----- | ---------------- | ----------------------------- | -------- |
| 1     | Angelica Moser   | Leichtathletik Club Zürich    | 4,51     |
| 2     | Nicole Büchler   | Leichtathletik Club Zürich    | 4,35     |
| 3     | Lene Retzius     | IL i BUL                      | 4,25     |
| 4     | Andrina Hodel    | LC Frauenfeld                 | 4,25     |
| 5     | Pascale Stöcklin | LAS Old Boys Base             | 4,25 SB  |
| 6     | Lea Bachmann     | LAS Old Boys Basel            | 4,15     |
| 7     | Romy Burkhard    | LV Fricktal                   | 3,60     |
| –     | Janine Sprenger  | NET Sport Club Leichtathletik | ogV      |

Finale: 24. August, 14:25 Uhr

#### Weitsprung
| Platz | Athletin          | Verein                  | Weite (m) |
| ----- | ----------------- | ----------------------- | --------- |
| 1     | Annik Kälin       | AJ TV Landquart         | 6,24 SB   |
| 2     | Emma Piffaretti   | US Ascona atletica      | 6,16      |
| 3     | Nora Frey         | LGKE Küsnacht-Erlenbach | 6,15 PB   |
| 4     | Valérie Reggel    | TV Wohlen AG            | 6,01 SB   |
| 5     | Gaëlle Maonzambi  | GG Bern                 | 5,87      |
| 6     | Michèle Garlinski | FSG Bernex-Confignon    | 5,85      |
| 7     | Elena Debelic     | LAS Old Boys Basel      | 5,84 PB   |
| 8     | Diana Abegglen    | TV Unterseen            | 5,81 SB   |

Finale: 24. August, 13:35 Uhr

#### Dreisprung
| Platz | Athletin           | Verein                      | Weite (m) |
| ----- | ------------------ | --------------------------- | --------- |
| 1     | Serena Raffi       | TV Wohlen AG                | 12,61 SB  |
| 2     | Alina Tobler       | LC Brühl Leichtathletik     | 12,41     |
| 3     | Barbara Leuthard   | Leichtathletik Club Zürich  | 12,36     |
| 4     | Nicole Höhener     | TV Teufen                   | 11,73 PB  |
| 5     | Marlen Schmid      | TV Länggasse Bern           | 11,71 SB  |
| 6     | Elizabeth Tabeson  | Leichtathletik Club Zürich  | 11,69     |
| 7     | Ronja Zimmermann   | LAS Old Boys Basel          | 10,68 PB  |
| 8     | Lena Bischofberger | Athleticteam KTV Altstätten | 11,45     |

Finale: 23. August, 18:50 Uhr

#### Kugelstoßen (4,00 kg)
| Platz | Athletin            | Verein                      | Weite (m) |
| ----- | ------------------- | --------------------------- | --------- |
| 1     | Géraldine Ruckstuhl | STV Altbüron                | 14,29     |
| 2     | Vanessa Fust        | LV Langenthal               | 14,21     |
| 3     | Lea Herrsche        | Athleticteam KTV Altstätten | 13,96 SB  |
| 4     | Valérie Reggel      | LV Winterthur               | 13,53 SB  |
| 5     | Caroline Agnou      | SATUS Biel-Stadt            | 12,95     |
| 6     | Corina Fendt        | LC Schaffhausen             | 12,76 PB  |
| 7     | Pia Strauss         | LAS Old Boys Basel          | 12,46     |
| 8     | Michelle Baumer     | LC Schaffhausen             | 12,38     |

Finale: 23. August, 19:20 Uhr

#### Diskuswurf (1,0 kg)
| Platz | Athletin             | Verein                     | Weite (m) |
| ----- | -------------------- | -------------------------- | --------- |
| 1     | Chantal Tanner       | Leichtathletik Club Zürich | 48,93     |
| 2     | Pauline Vaglio-Agnes | Stade Genève               | 46,76     |
| 3     | Anina Rohner         | TV Wohlen AG               | 44,49 PB  |
| 4     | Chiara Baumann       | Leichtathletik Club Zürich | 42,94     |
| 5     | Céline Müller        | STB Leichtathletik         | 42,85     |
| 6     | Pia Strauss          | LAS Old Boys Basel         | 41,55 SB  |
| 7     | Angelina Hämmig-Haas | LGKE Küsnacht-Erlenbach    | 41,49     |
| 8     | Nathacha Kouni       | Leichtathletik Club Zürich | 40,94     |

Finale: 23. August, 16:30 Uhr

#### Hammerwurf (4,0 kg)
| Platz | Athletin           | Verein                     | Weite (m) |
| ----- | ------------------ | -------------------------- | --------- |
| 1     | Nicole Zihlmann    | LC Luzern                  | 64,56 SB  |
| 2     | Lydia Wehrli       | GG Bern                    | 57,94     |
| 3     | Livia Probst       | LAS Old Boys Basel         | 57,28 PB  |
| 4     | Angela Peter       | Leichtathletik Club Zürich | 49,18     |
| 5     | Mirjam Schaltegger | LC Frauenfeld              | 49,10     |
| 6     | Leonie Neff        | Leichtathletik Club Zürich | 48,65 PB  |
| 7     | Laura Gautschi     | LC Brühl Leichtathletik    | 47,60     |
| 8     | Melissa Wohlwend   | LC Frauenfeld              | 46,48     |

Finale: 24. August, 15:35 Uhr

#### Speerwurf (600 gr)
| Platz | Athletin            | Verein             | Weite (m) |
| ----- | ------------------- | ------------------ | --------- |
| 1     | Géraldine Ruckstuhl | STV Altbüron       | 51,75     |
| 2     | Caroline Agnou      | SATUS Biel-Stadt   | 47,25     |
| 3     | Melanie Richard     | LV Langenthal      | 45,72 PB  |
| 4     | Anaelle Fournier    | Stade Genève       | 45,30     |
| 5     | Elodie Jakob        | US Yverdon         | 45,07 SB  |
| 6     | Lena Meyer          | STB Leichtathletik | 42,64     |
| 7     | Shawna Küffer       | LV Thun            | 40,65     |
| 8     | Tatjana Sauter      | Amriswil-Athletics | 39,80     |

Finale: 24. August, 14:25 Uhr

### Männer

#### 100 m
| Platz | Athlet                 | Verein                     | Zeit (s) |
| ----- | ---------------------- | -------------------------- | -------- |
| 1     | Alex Wilson            | LAS Old Boys Basel         | 10,26    |
| 2     | Sylvain Chuard         | Lausanne-Sports Athlétisme | 10,48    |
| 3     | Suganthan Somasundaram | Leichtathletik Club Zürich | 10,65 SB |
| 4     | William Jeff Reais     | Leichtathletik Club Zürich | 10,67    |
| 5     | Maxime Baudraz         | Gym Rolle                  | 10,87 PB |
| 6     | Kevin Di Nocera        | SFG Collombey-Muraz        | 10,89    |
| 7     | Joel Schüpbach         | LAR Satus Oberentfelden    | 10,90    |
| 8     | Andreas Baumann        | Leichtathletik Club Zürich | 11,07    |

Finale: 23. August, 21:40 Uhr
Wind: +0,3 m/s

#### 200 m
| Platz | Athlet             | Verein                     | Zeit (s) |
| ----- | ------------------ | -------------------------- | -------- |
| 1     | Alex Wilson        | LAS Old Boys Basel         | 20,44    |
| 2     | William Jeff Reais | Leichtathletik Club Zürich | 20,85 PB |
| 3     | Sylvain Chuard     | Lausanne-Sports Athlétisme | 21,33    |
| 4     | Nathan Gyger       | FSG Alle                   | 21,61 PB |
| 5     | Mattia Dora        | LAC TV Unterstrass Zürich  | 22,12    |
| 6     | Daniele Angelella  | VIRTUS Locarno             | 22,15    |
| 7     | Bastien Mouthon    | CA Riviera                 | DNF      |

Finale: 24. August, 16:20 Uhr
Wind: +1,0 m/s

#### 400 m
| Platz | Athlet            | Verein                     | Zeit (s) |
| ----- | ----------------- | -------------------------- | -------- |
| 1     | Ricky Petrucciani | Leichtathletik Club Zürich | 46,82    |
| 2     | Charles Devantay  | SA Bulle                   | 47,08    |
| 3     | Luca Flück        | TV Länggasse Bern          | 47,34    |
| 4     | Jérôme Bellon     | Leichtathletik Club Zürich | 47,57    |
| 5     | Joël Flury        | BTV Aarau Athletics        | 47,65    |
| 6     | Filippo Moggi     | Leichtathletik Club Zürich | 47,76    |
| 7     | Vincent Notz      | Leichtathletik Club Zürich | 48,24    |
| 8     | Ryan Wyss         | TV Muttenz athletics       | 48,50    |

Finale: 24. August, 15:00 Uhr

#### 800 m
| Platz | Athlet             | Verein            | Zeit (min) |
| ----- | ------------------ | ----------------- | ---------- |
| 1     | Jonas Schöpfer     | STV Sempach       | 1:49,56    |
| 2     | Pascal Furtwängler | TV Länggasse Bern | 1:50,13    |
| 3     | Robin Oester       | All Blacks Thun   | 1:50,31 PB |
| 4     | Joaquim Jaeger     | Stade Genève      | 1:51,67    |
| 5     | Michael Curti      | LC Therwil        | 1:51,52    |
| 6     | Julien Wanders     | Stade Genève      | 1:51,57 PB |
| 7     | Meddy Fouquet      | CEP Cortaillod    | 1:54,17    |
| 8     | Dominik Ummel      | LC Luzern         | 2:02,86    |

Finale: 24. August, 17:00 Uhr

#### 1500 m
| Platz | Athlet               | Verein                     | Zeit (min) |
| ----- | -------------------- | -------------------------- | ---------- |
| 1     | Tom Elmer            | Leichtathletik Club Zürich | 3:49,50    |
| 2     | Augusten Wanders     | Stade Genève               | 3:50,64    |
| 3     | Michael Curti        | LC Therwil                 | 3:55,00    |
| 4     | Thomas Gmür          | CA Sion                    | 3:55,07    |
| 5     | Augusten Stalhandske | Stade Genève               | 3:56,13    |
| 6     | Hendrik Engel        | TV Länggasse Bern          | 3:56,72    |
| 7     | Reto Ramseier        | TV Länggasse Bern          | 3:56,93    |
| 8     | Romain Luescher      | Lausanne-Sports Athlétisme | 3:58,92    |
| 9     | Pietro Calamai       | SAM Massagno               | 4:00,32    |
| 10    | Simon Schüpbach      | LR Gettnau                 | 4:00,65    |
| 11    | Kiflay Mengestabe    | TV Länggasse Bern          | 4:03,47    |
| 12    | Marco Maffongelli    | VIGOR Ligornetto           | 4:04,32    |

Finale: 24. August, 15:20 Uhr

#### 5000 m
| Platz | Athlet                        | Verein             | Zeit (min)  |
| ----- | ----------------------------- | ------------------ | ----------- |
| 1     | Jonas Raess                   | LC Regensdorf      | 14:19,88    |
| 2     | Luca Noti                     | STB Leichtathletik | 14:22,23    |
| 3     | Lukas Marti                   | TV Länggasse Bern  | 14:23,40 PB |
| 4     | Fabian Kuert                  | LV Langenthal      | 14:29,96    |
| 5     | Neil Burton                   | LC Basel           | 14:31,98    |
| 6     | Morgan Le Guen                | CHP Genève         | 14:33,87    |
| 7     | Sullivan Brunet               | Stade Genève       | 14:37,38    |
| 8     | Janis Gächter                 | LAV Glarus         | 14:38,87 PB |
| 9     | Dominic Müller (Leichtathlet) | LC Schaffhausen    | 14:41,22 PB |
| 10    | Derek Buccassi                | STB Leichtathletik | 14:47,90 PB |
| 11    | Ali Abdi                      | LC Uster           | 14:49,59 PB |
| 12    | Julien Fleury                 | CEP Cortaillod     | 14:51,69    |

Finale: 23. August, 21:50 Uhr
Insgesamt waren es 25 Finalteilnehmer.

#### 110 m Hürden (106,7 cm)
| Platz | Athlet          | Verein                   | Zeit (s) |
| ----- | --------------- | ------------------------ | -------- |
| 1     | Jason Joseph    | LC Therwil               | 13,42    |
| 2     | Pedro García    | LC Brühl Leichtathletik  | 13,97 PB |
| 3     | Brahian Peña    | GG Bern                  | 13,99    |
| 4     | Maurus Meyer    | TSV Rothenburg athletics | 14,10 PB |
| 5     | Nick Rüegg      | LC Schaffhausen          | 14,42    |
| 6     | Diadié Cissokho | Stade Genève             | 14,43 PB |
| 7     | Finley Gaio     | SC Liestal               | 14,45    |
| 8     | Mathieu Jaquet  | LC Frauenfeld            | 14,76    |

Finale: 24. August, 17:25 Uhr
Wind: +0,4 m/s

#### 400 m Hürden (91,4 cm)
| Platz | Athlet           | Verein                                 | Zeit (s) |
| ----- | ---------------- | -------------------------------------- | -------- |
| 1     | Kariem Hussein   | Leichtathletik Club Zürich             | 49,21 SB |
| 2     | Dany Brand       | Leichtathletik Club Zürich             | 50,55    |
| 3     | Sales Inglin     | Leichtathletik Club Zürich             | 51,54 PB |
| 4     | Mattia Tajana    | GAB Bellinzona                         | 52,01    |
| 5     | Luca Marticke    | NET Sport Club Leichtathletik Amriswil | 52,38 PB |
| 6     | Emir Dridi       | STB Leichtathletik                     | 52,73    |
| 7     | Lars Widmer      | LAC TV Unterstrass Zürich              | 54,38    |
| 8     | Michele Marticke | NET Sport Club Leichtathletik Amriswil | 55,35    |

Finale: 24. August, 16:40 Uhr

#### Hochsprung
| Platz | Athlet           | Verein                     | Höhe (m) |
| ----- | ---------------- | -------------------------- | -------- |
| 1     | Loïc Gasch       | US Yverdon                 | 2,15     |
| 2     | Roman Sieber     | LC Schaffhausen            | 2,12 SB  |
| 3     | Vivien Streit    | US Yverdon                 | 2,06     |
| 4     | Enrico Güntert   | LC Schaffhausen            | 2,00 SB  |
| 4     | Simon Sieber     | LC Schaffhausen            | 2,00 SB  |
| 6     | Marco Bösch      | TV Arlesheim               | 1,95     |
| 7     | Pascal Magyar    | Leichtathletik Club Zürich | 1,95     |
| 8     | Raphael Holdener | ETV Schindellegi           | 1,95 SB  |

Finale: 24. August, 13:00 Uhr

#### Stabhochsprung
| Platz | Athlet             | Verein                     | Höhe (m) |
| ----- | ------------------ | -------------------------- | -------- |
| 1     | Dominik Alberto    | Leichtathletik Club Zürich | 5,20     |
| 2     | Adrian Kübler      | LV Winterthur              | 5,00     |
| 3     | Marco Jost         | LC Emmenstrand             | 5,00     |
| 4     | Patrick Schütz     | LV Winterthur              | 4,80     |
| 5     | Felix Eichenberger | LV Thun                    | 4,80 PB  |
| 6     | Frédéric Matthys   | CA Riviera                 | 4,80     |
| 7     | Nicolas Pfrommer   | LV Fricktal                | 4,65     |
| 8     | Loïs Gillioz       | CABV Martigny              | 4,65 PB  |

Finale: 23. August 18:00 Uhr

#### Weitsprung
| Platz | Athlet              | Verein                    | Weite (m)     |
| ----- | ------------------- | ------------------------- | ------------- |
| 1     | Simon Ehammer       | TV Teufen                 | 7,84 NU20R PB |
| 2     | Christopher Ullmann | LAS Old Boys Basel        | 7,69 SB       |
| 3     | Enrico Güntert      | LC Schaffhausen           | 7,65          |
| 4     | Jarod Biya          | CA Genève                 | 7,59          |
| 5     | Mattia Dora         | LAC TV Unterstrass Zürich | 7,09 SB       |
| 6     | Lukas Beugger       | LAS Old Boys Basel        | 7,03 SB       |
| 7     | Roman Sieber        | LC Schaffhausen           | 7,03          |
| 8     | Fabian Steffen      | STV Altbüron              | 7,02          |

Finale: 24. August, 15:45 Uhr

#### Dreisprung
| Platz | Athlet         | Verein             | Weite (m) |
| ----- | -------------- | ------------------ | --------- |
| 1     | Carlos Kouassi | LAS Old Boys Basel | 15,75 PB  |
| 2     | Simon Sieber   | LC Schaffhausen    | 15,41 SB  |
| 3     | Nils Wicki     | LAS Old Boys Basel | 15,21 SB  |
| 4     | Marco Bösch    | TV Arlesheim       | 14,56     |
| 5     | Jan Obrist     | LV Langenthal      | 13,13 SB  |

Finale: 23. August, 16:40 Uhr

#### Kugelstoßen (7,26 kg)
| Platz | Athlet            | Verein                        | Weite (m) |
| ----- | ----------------- | ----------------------------- | --------- |
| 1     | Gregori Ott       | LAS Old Boys Basel            | 17,51 SB  |
| 2     | Stefan Wieland    | STB Leichtathletik            | 17,31     |
| 3     | Michel Edzimbi    | LV Langenthal                 | 15,63 SB  |
| 4     | Sandro Michel     | Leichtathletikverein Fricktal | 15,47 SB  |
| 5     | Lars Meyer        | STB Leichtathletik            | 15,21     |
| 6     | Alexander Wieland | STB Leichtathletik            | 15,03 SB  |
| 7     | Urs Hutmacher     | LV Winterthur                 | 14,10     |
| 8     | Pascal Magyar     | Leichtathletik Club Zürich    | 13,67     |

Finale: 23. August, 16:50 Uhr

#### Diskuswurf (2,0 kg)
| Platz | Athlet         | Verein                     | Weite (m) |
| ----- | -------------- | -------------------------- | --------- |
| 1     | Gregori Ott    | LAS Old Boys Basel         | 52,10 PB  |
| 2     | Lukas Jost     | STV Wangen SZ              | 50,48 SB  |
| 3     | Alexander Heid | Leichtathletik Club Zürich | 49,68 PB  |
| 4     | Nicolas Collin | Stade Lausanne Athlétisme  | 47,61     |
| 5     | Yann Tosin     | Stade Genève               | 46,44     |
| 6     | Stefan Grob    | TV Wohlen AG               | 46,30     |
| 7     | Samuel Coppey  | CA Vétroz                  | 45,80     |
| 8     | Pascal Magyar  | Leichtathletik Club Zürich | 45,46     |

Finale: 23. August, 19:50 Uhr

#### Hammerwurf (7,26 kg)
| Platz | Athlet             | Verein                        | Weite (m) |
| ----- | ------------------ | ----------------------------- | --------- |
| 1     | Martin Bingisser   | Leichtathletik Club Zürich    | 62,04 SB  |
| 2     | Alexis Flaven      | Stade Genève                  | 55,43     |
| 3     | Noah Fleischmann   | STV Lachen                    | 54,31     |
| 4     | Lukas Baroke       | BTV Aarau Athletics           | 53,40 PB  |
| 5     | Yann Moulinier     | CEP Cortaillod                | 53,21     |
| 6     | Raphaël Hostettler | SEP Olympic La Chaux-de-Fonds | 50,86 PB  |
| 7     | Daniel Brun        | TV Thalwil                    | 47,40     |
| 8     | Alexandre Gurba    | CEP Cortaillod                | 46,35     |

Finale: 24. Juli, 13:35 Uhr

#### Speerwurf (800 gr)
| Platz | Athlet           | Verein                         | Weite (m) |
| ----- | ---------------- | ------------------------------ | --------- |
| 1     | Simon Wieland    | STB Leichtathletik             | 75,68     |
| 2     | Gerhard Achtel   | BTV Aarau Athletics            | 72,25 PB  |
| 3     | Lukas Wieland    | STB Leichtathletik             | 72,16     |
| 4     | Bruno Schürch    | TV Fraubrunnen                 | 69,72     |
| 5     | Tom Reuter       | LAC TV Unterstrass Zürich      | 64,88     |
| 6     | Julian Lehmann   | STB Leichtathletik             | 64,84     |
| 7     | Claudio Künzli   | LC Frauenfeld                  | 64,48     |
| 8     | Lukas von Stokar | Biberist aktiv! Leichtathletik | 61,20     |

Finale: 24. August, 16:15 Uhr